# Шаталов Володимир Олександрович
Шаталов Володимир Олександрович (8 грудня 1927 — 15 червня 2021) — льотчик-космонавт СРСР, 2-й набір ВПС, здійснив три польоти в космос загальною тривалістю 9 діб 21 година 57 хвилин 30 секунд. Генерал-лейтенант запасу.

## Життєпис
Народився 8 грудня 1927 року в місті Петропавловськ Північно-Казахстанської області, Казахська РСР. Батько — О. Б. Шаталов, залізничник, Герой Соціалістичної Праці.

### Освіта і наукові звання
У червні 1941 року закінчив 6 класів середньої школи № 4 в Ленінграді, під час навчання відвідував авіамодельний гурток ленінградського Палацу піонерів.
У червні 1943 року закінчив восьмирічку в місті Петропавловськ. 1945 року закінчив 6-ту Воронезьку спецшколу ВПС (яка перебувала в евакуації в Караганді і Липецьку), де отримав середню освіту.
У липні 1945 року вступив до 8-ї Військової авіаційної школи початкового навчання льотчиків. У зв'язку з її розформуванням в серпні 1945 переведений до Качинського військового авіаційного училища льотчиків (ВАУЛ) ім. А. Ф.М'ясникова. 1949 року закінчив Качинське Червонопрапорне ВАУЛ ім. А. Ф. М'ясникова з першим розрядом. 1956 року з відзнакою закінчив командний факультет Червонопрапорної Військово-повітряної академії (ЧВВА) ВС СРСР.
28 квітня 1972 року захистив дисертацію в ЧВВА ім. Ю. О. Гагаріна й отримав ступінь кандидата технічних наук.

### Військова служба
У липні — вересні 1941 року будував оборонні укріплення в Гатчині під Ленінградом, потім зарахований сином полку, в якому військовим зв'язківцем служив його батько.
З 7 вересня 1949 року служив льотчиком-інструктором, а з 14 червня 1951 року — льотчиком-інструктором з техніки пілотування 706-го навчального авіаційного полку (НАП) Качинського ВАУЛ. З 12 грудня 1951 року служив льотчиком-інструктором бойового використання 707-го НАП.
З листопада 1956 року служив заступником командира ескадрильї, потім командиром ескадрильї, а з травня 1960 року — заступником командира авіаційного полку в стройових частинах ВПС.
З лютого 1961 року служив старшим інспектором-льотчиком відділу бойової підготовки 48-ї повітряної армії Одеського військового округу.
З 25 червня 1971 року служив помічником Головкома ВПС з підготовки і забезпечення космічних польотів (заступником Головкома ВПС з космосу).
З 1971 по 1991 рік був членом Державної комісії з пілотованих космічних польотів.
Указом Президента РФ від 09.05.1992 року звільнений в запас (21.05.1992).

### Космічна служба
Вивчив системи, конструкцію і правила експлуатації кораблів «Восток ЗА», «Восход», «Восход-2», 7К. Виконав 10 польотів на невагомість. Двічі брав участь у роботі науково-вимірювальних пунктів з управління польотом як заступник і начальник оперативної групи. У січні й листопаді 1964 року здійснив два наземних катапультування, виконав понад 100 стрибків із парашутом. 13 січня 1965 року після складання екзаменів по ЗКП отримав кваліфікацію «космонавт ВПС».
23 січня 1965 року призначений на посаду космонавта 2-го загону (військові космічні програми).
З 3 травня по грудень 1965 року безпосередньо готувався до польоту на кораблі «Восход-3» (ЗКВ № 6) за науковою програмою командиром третього (резервного) екіпажу разом з Юрієм Артюхіним. Політ планувався на листопад 1965 року, але неодноразово відкладався, а потім його скасували.
З січня по 10 травня 1966 року готувався для польоту на кораблі «Восход-3» ЗКВ № 6 за військовою програмою другим пілотом другого (дублерного) екіпажу разом з Георгієм Береговим. Планована тривалість польоту — 16—20 діб.
24—25 лютого 1966 року виконав комплексне добове тренування за програмою польоту. 5 березня 1966 року рішенням ГМК допущений до виконання космічного польоту. Екіпажі виїхали на полігон, корабель пройшов всі перевірки, але запуск спершу відкладено, а потім зовсім скасовано.
З січня 1967 по січень 1968 року готувався за програмою стикування двох кораблів на орбіті командиром третього (резервного) екіпажу пасивного КК «Союз» разом з Владиславом Волковим і Петром Колодіним.
З лютого по липень 1968 року готувався за програмою «Стикування» командиром третього (резервного) екіпажу активного КК «Союз».
З серпня по жовтень 1968 року безпосередньо готувався для випробувального польоту за програмою стикування з безпілотним кораблем 7К-ОК-П командиром активного корабля 7К-ОК-А в групі з Георгієм Береговим і Борисом Волиновим. Під час старту КК «Союз-3» 26 жовтня 1968 року був дублером командира корабля.
З листопада по 12 грудня 1968 року продовжував безпосередню підготовку за програмою стикування кораблів «Союз» командиром екіпажу активного корабля 7К-ОК.

#### Перший політ
З 14 по 17 січня 1969 року командиром КК «Союз-4». Тривалість польоту: 2 доби 23 години 20 хвилин 47 секунд. Позивний: «Амур-1».
У польоті виконано стикування з КК «Союз-5», після чого на корабель «Союз-4» через відкритий космос перейшли Євген Хрунов і Олексій Єлісеєв, з якими Шаталов повернувся на Землю. З 8 серпня по 17 вересня 1969 року прискорено готувався до космічного польоту за програмою спільного польоту трьох кораблів командиром другого (дублерного) екіпажу КК «Союз-6» і «Союз-8» разом з Олексієм Єлісеєвим, і КК «Союз-7» разом з Олексієм Єлісеєвим і Петром Колодіним. 18 вересня 1969 року призначений командиром основного екіпажу КК «Союз-8» разом з Олексієм Єлісеєвим (екіпаж, який раніше готувався як основний (Андріян Ніколаєв і Віталій Севастьянов) призначений дублерним) і дублером командирів КК «Союз-6» і «Союз-7».

#### Другий політ
З 13 по 18 жовтня 1969 року командиром КК «Союз-8» разом з Олексієм Єлісеєвим і командиром групи кораблів «Союз-6», «Союз-7», «Союз-8». Тривалість польоту: 4 доби 22 години 50 хвилин 49 секунд.
Позивний: «Граніт-1». Заплановане стикування з КК «Союз-7» не відбулося через відмову системи зближення і стикування «Ігла» на КК «Союз-8».
З 17 серпня 1970 року по 12 лютого 1971 року безпосередньо готувався до польоту за програмою першої експедиції на ДОС-1 «Салют» командиром третього (резервного) екіпажу разом з Владиславом Волковим і Віктором Пацаєвим.
З 12 лютого замінив відстороненого від польоту за медичними показниками Георгія Шоніна і до 20 березня 1971 року готувався за програмою першої експедиції на ДОС-1 «Салют» командиром основного екіпажу разом з Олексієм Єлісеєвим і Миколою Рукавишніковим.

#### Третій політ
З 23 по 25 квітня 1971 року командиром КК «Союз-10» разом з Олексієм Єлісеєвим і з Миколою Рукавишніковим. Тривалість польоту: 1 доба 23 години 45 хвилин 54 секунди. Позивний: «Граніт-1». Виконано перше у світі стикування з орбітальною станцією («Салют»). Однак через поломку стикувального агрегату корабля не вдалось повністю стягнути корабель і станцію і забезпечити герметичність стику. Перехід на ОС «Салют» скасовано, політ припинено достроково після обльоту станції «Салют» і її фотографування.
25 червня 1971 року відрахований з загону космонавтів у зв'язку з призначенням помічником Головкома ВПС із підготовки й забезпечення космічних польотів.
З 3 січня 1987 по 19 вересня 1991 року служив начальником Центру підготовки космонавтів ім. Ю. О. Гагаріна.

### Публікації
Автор книг «Важкі дороги космосу» (М:, 1978), співавтор книг «Люди і космос» (М:, 1975), «Космос — Землі» (М:, 1981), «Космонавти СРСР» (М:, 1979), «Використання ЕОМ в системі управління космічним апаратом» (М:, 1974).

### Почесні звання і нагороди
- Двічі Герой Радянського Союзу (22 січня 1969 і 22 жовтня 1969)
- Льотчик-космонавт СРСР (1969).
- Ветеран Збройних Сил СРСР (1984).
- Герой Праці Демократичної Республіки В'єтнам.
- Заслужений майстер спорту СРСР (21.10.1969).
- Почесний радист СРСР (1971).
- Почесний металург (14.07.1972).
- Почесний геодезист (1988).

Дві медалі «Золота Зірка» Героя Радянського Союзу (22.01.1969, 22.10.1969), три ордена Леніна (22.01.1969, 30.04.1971, 15.01.1976), орден Жовтневої Революції (27.12.1982), орден «За службу Батьківщині в Збройних Силах СССР» III ступеня (22.02.1989), орден «За заслуги перед Вітчизною» IV ступеня (02.03.2000); медаль «За бойові заслуги» (30.12.1957), медаль «За оборону Ленінграда» (1986), медаль «За освоєння цілинних земель» (1969), медаль «За зміцнення бойової співдружності» (24.05.1982) і 17 ювілейними медалями. Лауреат Державної премії СРСР (1981 рік), за організацію міжнародних польотів на орбітальній станції «Салют».
Орден «Плая Хірон» (Куба, 1980), орден «Солідарність» (Куба, 1983), медаль «20 річниця Революційних збройних сил» (Куба), орден «Карла Маркса» (НДР, 1977), орден Державного Прапора (УНР, 1981), медаль «Золота Зірка Героя СРВ» і орден Хо Ши Міна (СРВ, 1980), орден «Полярна Зірка» (МНР, серпень 1983), орден «Дружба народів» (САР) і медаль «Воїнська доблесть» (САР), медаль «Братство по зброї» 3 класу (НДР, 1978), медаль «За зміцнення братства по зброї» (НРБ, 1977), медаль «25 лет народної влади» (НРБ) і медаль «100 лет звільненню Болгарії от Османського гніту» (НРБ), золота медаль «За бойову співдружність» (УНР, 20.06.1980) і знаком «Братство по зброї» (ПНР, 1977), медаль «За зміцнення братства по зброї» (ЧССР, 1980), медаль «Воїнська доблесть» І ступеня (СРР, 1980), вісім медалей і два ордена Австрії і Сирії; громадська нагорода — орден «Гордість Росії» (2008), медаль «Мадарський кіннотник» I ступеня (Болгарія, 2008).
Іменем Володимира Шаталова названо кратер на Місяці.

### Захоплення
Полювання, підводне полювання, лижі, садівництво.